# Misere
Misere – miejscowość na Seszelach położona na wyspie Mahé i dystrykcie Grand' Anse.